# 谢该 (汉朝)
谢该（？—？），字文仪，南阳郡章陵县（今湖北省枣阳县南）人，东汉经学家。

## 生平
谢该精通《春秋左氏传》，为当世名儒，门徒有数百千人。建安年间，河东人乐详列举《左氏春秋》疑问数十条求教，谢该为他通解，名为《谢氏释》，流行于当时，后书已不传。出任为公车司马令，后因为父母年老，托病而去。想要回归乡里，会荆州道路不通，不得回去。
少府孔融上书举荐，历述汉高祖创业，韩信、彭越征讨暴乱，陆贾、叔孙通进说《诗》、《书》。光武中兴，吴汉、耿弇佐命，范升、卫宏修述旧业，等文物并列的事迹，谢该继承曾参、史鱼的品德，兼卜商、言偃的文学，请汉献帝不要失贤。汉献帝准奏征还，征拜他为议郎。以长寿而终。对于《左氏春秋》研究有素，从其学者很多。
建武年间，郑兴、陈元传《春秋左氏》学。当时尚书令韩歆上疏，请求为《左氏》立博士，范升与韩歆争论没有结果，陈元上书再请，于是以魏郡李封为《左氏》博士。后群儒固执的人多次廷争。李封卒，汉光武帝难以违背众议，没有再任命《左氏春秋》博士。

## 延伸阅读
[在维基数据编辑]
 《後漢書·卷79下》，出自范晔《後漢書》